# Interregno aragonés

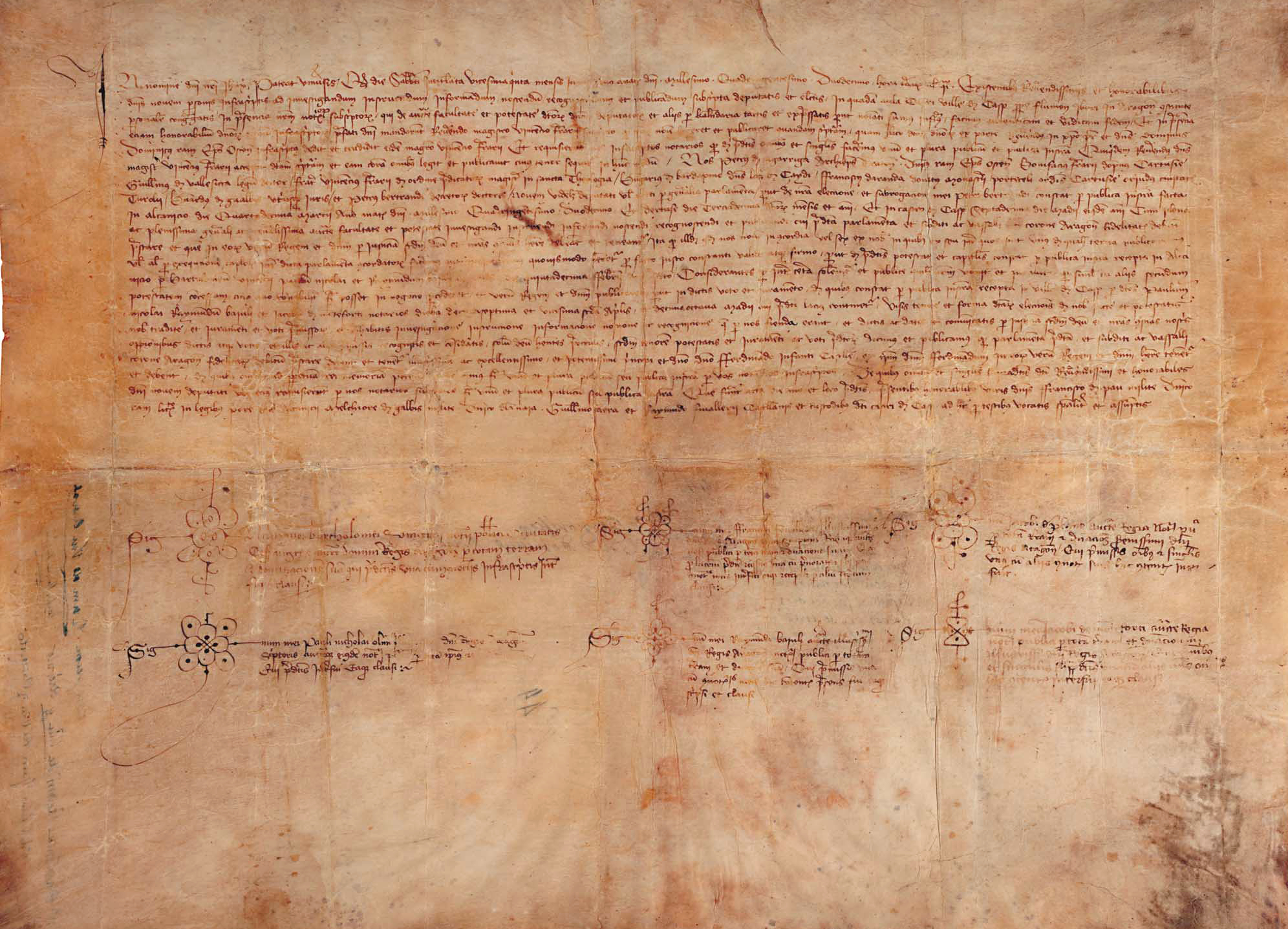
Acta notarial original de la elección de Fernando de Antequera como rey de Aragón por los nueve compromisarios de Caspe. 25 de junio de 1412. En ella puede leerse la proclamación: publicamus quod Parlamenta predicta et subditi ac vassalli Corone Aragonum fidelitatis debitum prestare debent et tenentur illustrissimo ac excellentissimo et potentissimo principi et domino: domino Ferdinando, infanti Castelle, et ipsum dominum Ferdinandum in eorum verum regem et dominum habere tenentur et debent, cuya traducción es: 'publicamos que los parlamentos nombrados y los súbditos y vasallos de la Corona de Aragón deben y están obligados a prestar fidelidad al ilustrísimo, excelentísimo y potentísimo príncipe y señor don Fernando, infante de Castilla, y que al mismo don Fernando deben y están obligados a tener y reconocer como su verdadero rey y señor'.

Se conoce como El Interregno (1410-1412), el período de dos años durante el cual la Corona de Aragón careció de monarca.
Abarca desde el 31 de mayo de 1410, fecha de la muerte del rey Martín el Humano, hasta el 28 de julio de 1412, día en el que el valenciano Vicente Ferrer anunció la elección de Fernando de Antequera, de la dinastía castellana de los Trastámara como: «Rey de Aragón, Rey de Valencia, Conde de Barcelona y soberano de los territorios de la Corona de Aragón».
El rey Martín el Humano murió sin descendencia (un año antes —julio de 1409— su hijo Martín el Joven había muerto en Sicilia, el cual tenía un hijo natural: Federico de Luna, aspirante al trono) en tiempo en que ya no existía el peligro musulmán, pero el cisma abierto entre Aviñón y Roma influía en las alianzas entre un estado y otro; por este motivo era muy importante saber la evolución de la postura de la Corona de Aragón.
Internamente hubo enfrentamientos entre la nobleza, conflicto de intereses entre los partidarios de los distintos aspirantes al trono, dando lugar a rebeliones de fortalezas como la de Loarre, o asesinatos políticos (García Fernández de Heredia, Arzobispo de Zaragoza); pero los representantes de los estamentos de los distintos reinos y principados supieron mantener el orden, pese a la existencia de conflictos aislados, en toda la Corona.
El parlamento aragonés buscó y propuso la solución, y entre los tres parlamentos: aragonés, catalán y valenciano, buscaron una salida pacífica, que concluyó con la elección del pretendiente castellano, sobrino de Martín el Humano.